# Phyllachora grammica
Phyllachora grammica är en svampart som beskrevs av Henn. 1907. Phyllachora grammica ingår i släktet Phyllachora och familjen Phyllachoraceae.   Inga underarter finns listade i Catalogue of Life.